# ロバート・ダーウィン

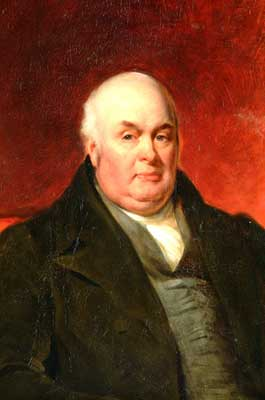
ロバート・ダーウィン

ロバート・ウォーリング・ダーウィン（英語: Robert Waring Darwin, 1766年5月30日 – 1848年11月13日）は、イギリスの医師。チャールズ・ダーウィンの父として知られる。

## 略歴
スタッフォードシャー州リッチフィールドで父エラズマス・ダーウィン、エラズマスの最初の妻メアリーとの間に生まれる。伯父の名にちなんでロバートと名付けられる。
1783年、エディンバラ大学に入学し医学を学ぶ。1786年、20歳にて博士号を取得した。1788年に王立協会フェローに選出される。
1796年に結婚し、6人の子を儲ける。このうちの1人（次男）が、後の生物学者チャールズ・ダーウィンである。
息子のチャールズがビーグル号航海への参加を相談された際に当初は海軍生活が聖職者の経歴に不利にならないか、またビーグル号のようなブリッグ船は事故や遭難が多いことを心配し難色を示していたが、彼の熱意に押されジョサイア2世に同意させる事をチャールズに提案し、この条件に成功したため参加を認めた。
身長が188cmあったとされる。